# Vracov
Vracov (en allemand : Wratzow) est une ville du district de Hodonín, dans la région de Moravie-du-Sud, en République tchèque. Sa population s'élevait à 4 502 habitants en 2024.

## Géographie
Vracov se trouve à 8 km à l'est-sud-est de Kyjov, à 15 km au nord-nord-est de Hodonín, à 51 km au sud-est de Brno et à 235 km au sud-est de Prague.
La commune est limitée par Kelčany, Žádovice, Ježov et Žeravice au nord, par Těmice, Bzenec et Strážnice à l'est, par Petrov et Rohatec au sud, et par Ratíškovice, Vacenovice, Skoronice et Vlkoš à l'ouest.

## Histoire
La première mention écrite de la localité date de 1201.

## Transports
Par la route, Vracov  se trouve à 18 km du centre de Hodonín, à 59 km de Brno et à 265 km de Prague.